# Lincoln Park (Michigan)
Lincoln Park é uma cidade localizada no estado americano do Michigan, no Condado de Wayne.

## Demografia
Segundo o censo americano de 2000, a sua população era de 40.008 habitantes.
Em 2006, foi estimada uma população de 37.595, um decréscimo de 2413 (-6.0%).

## Geografia
De acordo com o United States Census Bureau tem uma área de 15,2 km², dos quais 15,2 km² cobertos por terra e 0,0 km² cobertos por água.

## Localidades na vizinhança
O diagrama seguinte representa as localidades num raio de 8 km ao redor de Lincoln Park.